# Långgölen (Tidersrums socken, Östergötland, 641726-148043)
Långgölen är en sjö i Kinda kommun i Östergötland och ingår i Motala ströms huvudavrinningsområde.